# BFK architekten
BFK architekten ist ein deutsches Architekturbüro mit Hauptsitz in Stuttgart. Seine Arbeit umfasst Industrie- und Gewerbebauten, Verwaltungsbauten, öffentliche Bauten, Schulen und Parkhäuser sowie Wohnungs- und Städtebau.

## Geschichte
Das Büro wurde 1973 von Bernhard Bertsch, Hans-Günther Friedrich und Helmut Kalcher gegründet. 1987 entstand mit der BFK-Plan GmbH, die Basis der Generalplanung. Reiner Hahn verstärkte die Geschäftsleitung des Architekturbüros als viertes Mitglied im Jahr 2000. Nico Weber kam im Jahr 2011 als Geschäftsführer hinzu. Von 2010 bis 2015 gingen die Gründungspartner in den Ruhestand. Ab dem Jahr 2016 wurde das Büro von Reiner Hahn und Nico Weber geleitet. Im September 2019 erweiterte sich mit Adnan Delić die Geschäftsführung und Sebastian Schild übernahm die Leitung des Resorts Digitales Bauen/CAD/EDV. 2022 stieg Jochen Kretschmer in die Geschäftsführung ein. Neue Standorte in Heidelberg und Sarajevo kamen hinzu mit Adnan Salkić als Geschäftsführer.

## Bauten und Projekte (Auswahl)

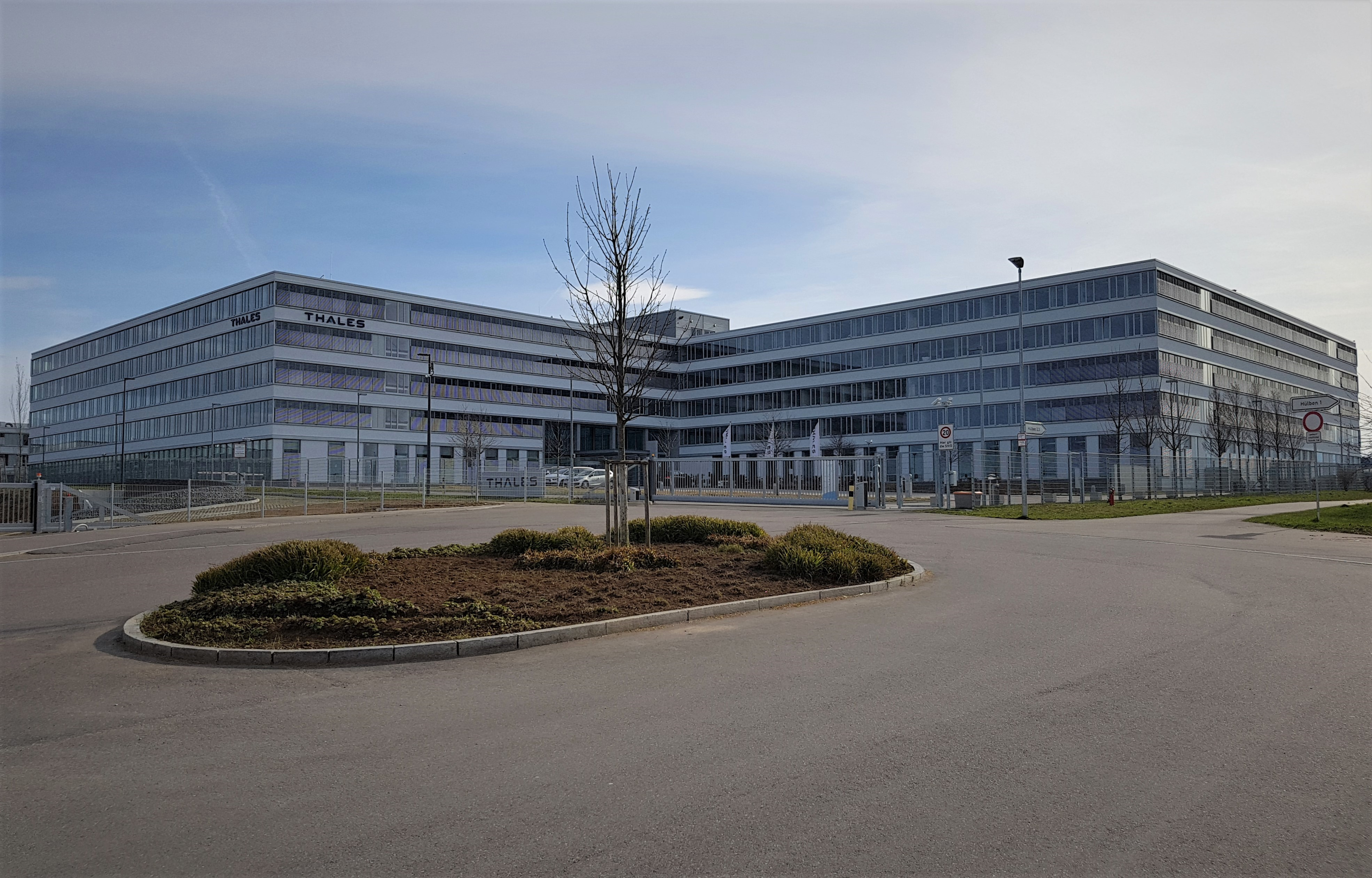
Thales-Verwaltungsgebäude in Ditzingen

- 2003: DC Global Training Center, Stuttgart, Entwurf KBK + Partner,  Ausführungsplanung durch BFK architekten
- 2003: Zentrale Schmidtbank, Hof
- 2007: Carl Wüst-Areal Fellbach[3]
- 2008: Speick Werk Naturkosmetik, Leinfelden-Echterdingen
- 2009: Schauwerk Museum für zeitgenössische Kunst, Sindelfingen[4][5]
- 2011: Tribüne im Parc des Sports Luxemburg, Differdingen
- 2012: Winkels Verwaltungsgebäude, Sachsenheim
- 2013–2015: STAMA Maschinenfabrik GmbH, Schlierbach, Neubau Bürogebäude[6]
- 2014: Erweiterung Landratsamt Sigmaringen
- 2014: Thales Group Hauptsitz Deutschland, Entwurf Schneider + Schumacher, Ausführungsplanung BFK architekten
- 2014: Alnatura Logistikzentrum, Lorsch[7]
- 2014–2015: Stadtportal am Neckar, Nürtingen
- 2015: Schaufler Academy Rottenburg[8]
- 2015–2017: Neubau Hochschule für Wirtschaft und Umwelt, Nürtingen
- 2016: Bitzer SE Werk 2, Schkeuditz
- 2016: SkyLoop Flughafen Stuttgart, Entwurf Hascher Jehle Architektur, Berlin, Ausführungsplanung BFK architekten
- 2016: „Cannstatter Pforte“ Stuttgart, Bad Cannstatt[9]
- 2017: Hochschule für Wirtschaft und Umwelt, Nürtingen
- 2020: Herma GBH+GBM, Filderstadt
- 2020: Erweiterung Landratsamt Göppingen
- 2021: Wolff & Müller Campus, Stuttgart

## Auszeichnungen
- Hugo-Häring-Auszeichnung BDA Baden-Württemberg, Schauwerk – Museum für zeitgenössische Kunst in Sindelfingen, 2011
- DGNB in Gold für Nachhaltiges Bauen, Step 8.2 im Stuttgart Engineering Park, 2011
- DGNB in Gold für Nachhaltiges Bauen, Bürogebäude mit Logistikhalle für Alnatura in Lorsch, 2011
- Auszeichnung Beispielhaftes Bauen, Gewerbeschule Heidenheim, 2012
- Auszeichnung Beispielhaftes Bauen, Winkels Verwaltungsgebäude Sachsenheim, 2014
- DGNB in Gold für nachhaltige Büro- und Verwaltungsgebäude, Erweiterung Landratsamt Göppingen, 2020
- Auszeichnung IWS ImmobilienAward Stuttgart Kategorie Büro, WOLFF & MÜLLER Campus Stuttgart, 2021
- Auszeichnung Beispielhaftes Bauen, Erweiterung Landratsamt Göppingen, 2021